# 西格爾引理
在數學上，特別是超越數論和丟番圖逼近的研究中，西格爾引理（Siegel's lemma）指的是從輔助函數的構造中得到的線性方程的解的界限。這些多項式的存在性由阿克塞爾·圖厄所證明：圖厄的證明用到了鴿巢原理，卡爾·路德维希·西格爾在1929年出版此引理。這是一個線性方程組方面純粹的存在性定理。
近年來，西格爾引理受到改進以得出比引理給出的估計更強的界限。

## 陳述
設有一組有{\displaystyle M}個方程、{\displaystyle N}個未知數，且{\displaystyle N>M}的方程組，其中的方程式有著如下的形式：
{\displaystyle a_{11}X_{1}+\cdots +a_{1N}X_{N}=0}
{\displaystyle \cdots }
{\displaystyle a_{M1}X_{1}+\cdots +a_{MN}X_{N}=0}
在這些方程組的係數為有理數、不全為零，且以{\displaystyle B}為界的狀況下，這方程組有如下的解：
{\displaystyle (X_{1},X_{2},\dots ,X_{N})}
其中的{\displaystyle X}全為有理數、不全為0，且上下界如下：
{\displaystyle (NB)^{M/(N-M)}}
Bombieri及Vaaler在1983年對{\displaystyle X}給出了如下更強的界限（Bombieri & Vaaler (1983)）：
{\displaystyle \max |X_{j}|\,\leq \left(D^{-1}{\sqrt {\det(AA^{T})}}\right)^{\!1/(N-M)}}
其中{\displaystyle D}是矩陣{\displaystyle A}的{\displaystyle M\times M}子式的最大公因數，而{\displaystyle A^{T}}則是其轉置矩陣。他們的證明涉及了將鴿巢原理以幾何數論的技巧取代的做法。